# Grand Prix-wegrace van Tsjecho-Slowakije 1978
De Grand Prix-wegrace van Tsjecho-Slowakije 1978 was de twaalfde race van het wereldkampioenschap wegrace-seizoen 1978. De races werden verreden op 27 augustus 1978 op de Masaryk-Ring nabij Brno.

## Algemeen
De Grand Prix van Tsjecho-Slowakije was maar mager bezet: De 125- en de 350cc-wereldtitels waren al beslist en bovendien waren veel grote sterren weggebleven vanwege de Formule 750 race in Nivelles. Dat er toch nog veel 350cc-coureurs waren kwam omdat ze ook nog belangen in de 250cc-klasse hadden. Twee wereldtitels werden in Brno beslist: de 50cc-klasse en de zijspanklasse.

## 350 cc
Hoewel de titel allang beslist was, maakten Kork Ballington, Gregg Hansford en Michel Rougerie er toch een spannende strijd van in Brno. Pas tegen het einde vielen ze wat uit elkaar en won Ballington met twee seconden voorsprong van Hansford, terwijl Rougerie met negentien seconden achterstand derde werd. Alan North was eindelijk terug na zijn verkeersongeval eind 1977. Hij vocht een mooi gevecht uit met Takazumi Katayama en Paolo Pileri, maar eindigde buiten de punten.

### Uitslag 350 cc
| Pos | Coureur            | Merk          | Tijd       | Punten |
| --- | ------------------ | ------------- | ---------- | ------ |
| 1   | Kork Ballington    | Kawasaki      | 51' 22" 59 | 15     |
| 2   | Gregg Hansford     | Kawasaki      | +2" 32     | 12     |
| 3   | Michel Rougerie    | Bimota-Yamaha | +18" 43    | 10     |
| 4   | Jon Ekerold        | Yamaha        | +28" 96    | 8      |
| 5   | Paolo Pileri       | Morbidelli    | +32" 28    | 6      |
| 6   | Takazumi Katayama  | Yamaha        | +33" 27    | 5      |
| 7   | Toni Mang          | Kawasaki      | +35" 70    | 4      |
| 8   | Tom Herron         | Yamaha        | +40" 41    | 3      |
| 9   | Pentti Korhonen    | Yamaha        | +50" 13    | 2      |
| 10  | Raymond Roche      | Yamaha        | +50" 59    | 1      |
| 11  | Guy Bertin         | Yamaha        |            |        |
| 12  | Olivier Chevallier | Yamaha        |            |        |
| 13  | Bruno Kneubühler   | Yamaha        |            |        |
| 14  | Adelio Faccioli    | Yamaha        |            |        |
| 15  | Harald Merkl       | Yamaha        |            |        |
| 16  | Seppo Rossi        | Yamaha        |            |        |
| 17  | Jean-Claude Hogrel | Yamaha        |            |        |
| 18  | Edi Stöllinger     | Yamaha        |            |        |
| 19  | Carlos Lavado      | Yamaha        |            |        |
| 20  | Yoshimi Matsumoto  | Yamaha        |            |        |
| 21  | Michael Schmid     | Yamaha        |            |        |
| 22  | Lars Johansson     | Yamaha        |            |        |

## 250 cc
Door zijn overwinning in Tsjecho-Slowakije was de wereldtitel voor Kork Ballington vrijwel zeker, temeer omdat er geruchten gingen dat de Grand Prix van Joegoslavië niet door zou gaan. Ballington leidde de race van begin tot eind, maar werd tegen het einde nog geconfronteerd met een aanvallende Gregg Hansford die vanuit het middenveld naar voren was gekomen. Mario Lega finishte als derde. Hansford had nog een theoretische kans op de titel: hij had 13 punten minder dan Ballington.

### Uitslag 250 cc
| Pos | Coureur             | Merk            | Tijd            | Punten |
| --- | ------------------- | --------------- | --------------- | ------ |
| 1   | Kork Ballington     | Kawasaki        | 45' 18" 37      | 15     |
| 2   | Gregg Hansford      | Kawasaki        | +16" 24         | 12     |
| 3   | Mario Lega          | Morbidelli      | +22" 41         | 10     |
| 4   | Patrick Fernandez   | Yamaha          | +31" 09         | 8      |
| 5   | Jon Ekerold         | Yamaha          | +31" 37         | 6      |
| 6   | Raymond Roche       | Yamaha          |                 | 5      |
| 7   | Vic Soussan         | Yamaha          |                 | 4      |
| 8   | Walter Villa        | Harley-Davidson | Harley-Davidson | 3      |
| 9   | Franco Uncini       | Yamaha          |                 | 2      |
| 10  | Toni Mang           | Kawasaki        |                 | 1      |
| 11  | Guy Bertin          | Yamaha          |                 |        |
| 12  | Edi Stöllinger      | Yamaha          |                 |        |
| 13  | Marc Fontan         | Yamaha          |                 |        |
| 14  | Jacques Cornu       | Yamaha          |                 |        |
| 15  | Olivier Chevallier  | Yamaha          |                 |        |
| 16  | Grünwald Harfmann   | Yamaha          |                 |        |
| 17  | David Hickman       | Jawa            |                 |        |
| 18  | Bernd Tüngethal     | Yamaha          |                 |        |
| 19  | Seppo Rossi         | Yamaha          |                 |        |
| 20  | Harald Merkl        | Yamaha          |                 |        |
| 21  | Giovanni Pelletier  | Yamaha          |                 |        |
| 22  | Thierry Laurens     | Yamaha          |                 |        |
| 23  | Karl-Thomas Grässel | Yamaha          |                 |        |
| 24  | Eero Hyvärinen      | Yamaha          |                 |        |

## 50 cc
De 50cc-race in Brno was eigenlijk saai, maar de wereldtitel werd er wel beslist. Die ging naar Ricardo Tormo die de race werkelijk op zijn gemak won vóór zijn Bultaco-teamgenoot Claudio Lusuardi. Opmerkelijk was de derde plaats voor veteraan Henk van Kessel, die de eerste podiumplaats voor het merk Sparta greep.

### Uitslag 50 cc
| Pos | Coureur            | Merk     | Tijd       | Punten |
| --- | ------------------ | -------- | ---------- | ------ |
| 1   | Ricardo Tormo      | Bultaco  | 38' 47" 11 | 15     |
| 2   | Claudio Lusuardi   | Bultaco  | +2' 24" 29 | 12     |
| 3   | Henk van Kessel    | Sparta   | +2' 46" 19 | 10     |
| 4   | Enrico Cereda      | UFO      | +2' 51" 77 | 8      |
| 5   | Reiner Scheidhauer | Kreidler | +2' 56" 28 | 6      |
| 6   | Aldo Pero          | Kreidler | +3' 18" 51 | 5      |
| 7   | Luigi Rinaudo      | Tomos    | +3' 42" 61 | 4      |
| 8   | Patrick Plisson    | ABF      |            | 3      |
| 9   | Zbyněk Havrda      | Kreidler |            | 2      |
| 10  | Wolfgang Müller    | Kreidler |            | 1      |
| 11  | Ingo Emmerich      | Kreidler |            |        |
| 12  | Cees van Dongen    | Kreidler |            |        |
| 13  | Daniel Corvi       | Kreidler |            |        |
| 14  | Chris Baert        | Kreidler |            |        |
| 15  | Bruno di Carlo     | Kreidler |            |        |
| 16  | Wolfgang Glawaty   | Kreidler |            |        |
| 17  | Otto Machinek      | Kreidler |            |        |
| 18  | Ove Skifjeld       | Kreidler |            |        |
| 19  | Henrique Sande     | Kreidler |            |        |
| 20  | Otto Krmiček       | Kreidler |            |        |

## Zijspanklasse
De laatste race voor de zijspannen werd nog best spannend. Rolf Biland had weer gekozen voor zijn TTM-Yamaha, die wat betrouwbaarder was dan de BEO, maar hij had geen schijn van kans tegen Alain Michel/Stuart Collins. Biland/Williams wisten zelfs pas op het laatst de combinatie Dick Greasley/Gordon Russell van de tweede plaats te verdringen, maar dat was genoeg om wereldkampioenen te worden. De inmiddels gestopte Heinz Luthringshauser nam toch weer eens deel met zijn verouderde BMW, maar hij kwam niet verder dan de zestiende plaats.

### Uitslag zijspanklasse
| Pos | Coureur               | Bakkenist           | Merk          | Tijd       | Punten |
| --- | --------------------- | ------------------- | ------------- | ---------- | ------ |
| 1   | Alain Michel          | Stuart Collins      | Seymaz-Yamaha | 48' 01" 58 | 15     |
| 2   | Rolf Biland           | Kenneth Williams    | TTM-Yamaha    | +21" 11    | 12     |
| 3   | Dick Greasley         | Gordon Russell      | Busch-Yamaha  | +22" 27    | 10     |
| 4   | Jock Taylor           | James Neil          | Windle-Yamaha | +40" 14    | 8      |
| 5   | Hermann Schmid        | Kenny Arthur        | Schmid-Yamaha | +1' 15" 03 | 6      |
| 6   | Max Venus             | Norbert Bittermann  | CAT-Yamaha    | +1' 18" 93 | 5      |
| 7   | Siegfried Schauzu     | Lorenzo Puzo        | Busch-Yamaha  | +2' 15" 02 | 4      |
| 8   | Cees Smit             | Jan Smit            | Seymaz-Yamaha | +2' 21" 90 | 3      |
| 9   | Amedeo Zini           | Andrea Fornaro      | König         | +2' 25" 37 | 2      |
| 10  | Egbert Streuer        | Johan van der Kaap  | Schmid-Yamaha | +3' 04" 12 | 1      |
| 11  | Klaus Sprengel        | Manfred Kürnsteiner | Yamaha        | +3' 26" 94 |        |
| 12  | Kurt Jelonek          | Knapp               | König         | +3' 47" 02 |        |
| 13  | Gérald Corbaz         | Roland Gabriel      | Schmid-Yamaha | +1 ronde   |        |
| 14  | Kalevi Rahko          | Kari Laatikainen    | Schmid-Yamaha |            |        |
| 15  | Lothar Klein          | Heinz Thevissen     | Yamaha        |            |        |
| 16  | Heinz Luthringshauser | onbekend            | BMW           |            |        |
| DNF | Werner Schwärzel      | Andreas Huber       | ARO-Fath      | ongeluk    |        |

1928 · 1929 · 1950 · 1951 · 1952 · 1954 · 1955 · 1956 · 1957 · 1958 · 1959 · 1960 · 1961 · 1962 · 1963 · 1964 · 1965 · 1966 · 1967 · 1968 · 1969 · 1970 · 1971 · 1972 · 1973 · 1974 · 1975 · 1976 · 1977 · 1978 · 1979 · 1980 · 1981 · 1982 · 1983 · 1984 · 1985 · 1986 · 1987 · 1988 · 1989 · 1990 · 1991